# August Jakobsson

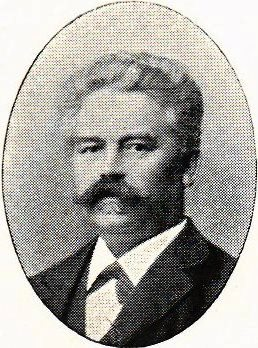
August Bernhard Jakobsson

August Bernhard Jakobsson, född 5 december 1844 i Malmö, död 6 juli 1919 i Lund, var en svensk arkitekt och ingenjör. Hans äldste son var bergsingenjören Johan Jakobsson.
Jakobsson, som var son till bryggaren Jöns Jakobsson och hans hustru Kerstin Andersdotter, var elev vid Stockholms slöjdskola 1864–1866 och hos arkitekten Léon de Sanges i Paris 1867–1869. Han var anställd hos den franska ingenjörsfirman A. Castor, A. Couvreux et H. Hersent vid arbetet för reglering av floden Donau vid Wien 1870–1875. Jakobsson var stadsingenjör och stadsarkitekt i Lund 1876–1916. Han blev riddare av Vasaorden. August Jakobsson är begravd på Östra kyrkogården i Lund. 